# 朱厚炅
高安恭僖王朱厚炅（1522年—1566年），明朝第一代高安王，淮莊王朱祐楑嫡次子。

## 生平
嘉靖十八年（1539年）十二月，明世宗遣撫寧侯朱岳等為正使，尚寶司司丞馬從謙等為副使，持節冊封朱厚炅為高安王。
嘉靖四十五年（1566年）六月去世，明政府賜祭葬如例，諡恭僖，墓在饒州府城北二十里郝家橋。隆慶四年（1570年）四月，其庶長子朱載堾即位。

## 子孫
- 庶長子：鎮國將軍→高安端惠王朱載堾
- 第二子：鎮國將軍朱載坪[6]
  - 第一子：輔國將軍朱翊⿱汛金[6]
  - 第二子：朱翊鉁[6]
- 第三子：鎮國將軍朱載⿱⿰镸尔土[6]

## 評價
敬順事上，小心畏忌。